# Stazione di Mantova Frassine
La stazione di Mantova Frassine è una stazione ferroviaria della linea Mantova–Monselice a servizio del quartiere Frassino di Mantova e del limitrofo polo industriale.

## Storia
L'impianto fu attivato come raddoppio il 6 novembre 1916; sospeso temporaneamente il 15 gennaio 1920, fu riattivato e trasformato in fermata il 1º luglio 1921.
Fino al 1961 l'impianto aveva qualifica di assuntoria; in tale anno venne trasformato in stazione.

## Strutture e impianti
La stazione è dotata di due piazzali binari:
- il primo si trova in prossimità del fabbricato viaggiatori ed è composto da sei binari, di cui tre adibiti al servizio viaggiatori, mentre gli altri sono impiegati per il servizio merci a favore del vicino polo industriale;
- il secondo, denominato fascio Valdaro, si trova a nord-est del precedente ed è dotato di tre binari per il servizio merci e di un fabbricato di servizio[3].

Dal fascio Valdaro si dirama il raccordo per il porto fluviale di Mantova, che si trova in località Valdaro, da cui il nome assegnato al piazzale ferroviario. Il raccordo, a binario semplice, a sua volta è dotato di tre fasci binari: il primo, di riordino, si trova a metà percorso vicino all'autostrada A22 ed è stato costruito per favorire l'interscambio con il trasporto su gomma qualora venga costruito un apposito centro intermodale. Gli altri due fasci si trovano al termine del raccordo: uno a ridosso della darsena, per le manovre, e l'altro all'interno della stessa, per le operazioni di carico e di scarico delle merci.
È stata progettata la costruzione di una bretella che colleghi il fascio Valdaro alla stazione di Roverbella, in modo da creare un percorso alternativo all'attraversamento ferroviario della città di Mantova per i treni merci.

## Movimento
La stazione è servita da treni regionali Trenitalia principalmente lungo le relazioni Mantova–Monselice e Mantova-Venezia Mestre.
Il servizio è cadenzato ma non ci sono corse ogni ora.